# The Old Homestead (film 1922)
The Old Homestead è un film muto del 1922 diretto da James Cruze che aveva come interpreti Theodore Roberts, George Fawcett, T. Roy Barnes, Fritzi Ridgeway, Harrison Ford. La sceneggiatura di Julien Josephson, adattata per lo schermo da Perley Poore Sheehan e Frank E. Woods, si basa sull'omonimo romanzo di Denman Thompson pubblicato a Boston nel 1886.

## Trama
Lem Holbrook ruba a suo padre Eph per pagare Rose Blaine, ma del furto viene accusato Reuben Whitcomb che finisce in carcere. Qui, Reuben conosce Happy Jack. I due riescono a fuggire mentre, nel frattempo, Joshua, il padre di Reuben si trova sempre più in difficoltà, costretto ad ipotecare la fattoria per ripagare il supposto debito con Eph. Ann, la fidanzata di Reuben, crede che lui, dopo la fuga dalla prigione, sia andato a trovare Rose e Happy Jack va a cercarlo. Intanto, un uragano si abbatte sulla città, distruggendo tutte le case meno la fattoria di Joshua. Spinto dagli eventi, Lem confessa di essere lui il vero responsabile della rapina, scagionando Reuben. Quando il giovane torna, ritorna anche la pace e tutti si riconciliano.

## Produzione
La lavorazione del film, prodotto dalla Famous Players-Lasky Corporation, terminò a fine luglio o inizio agosto 1922.

## Distribuzione

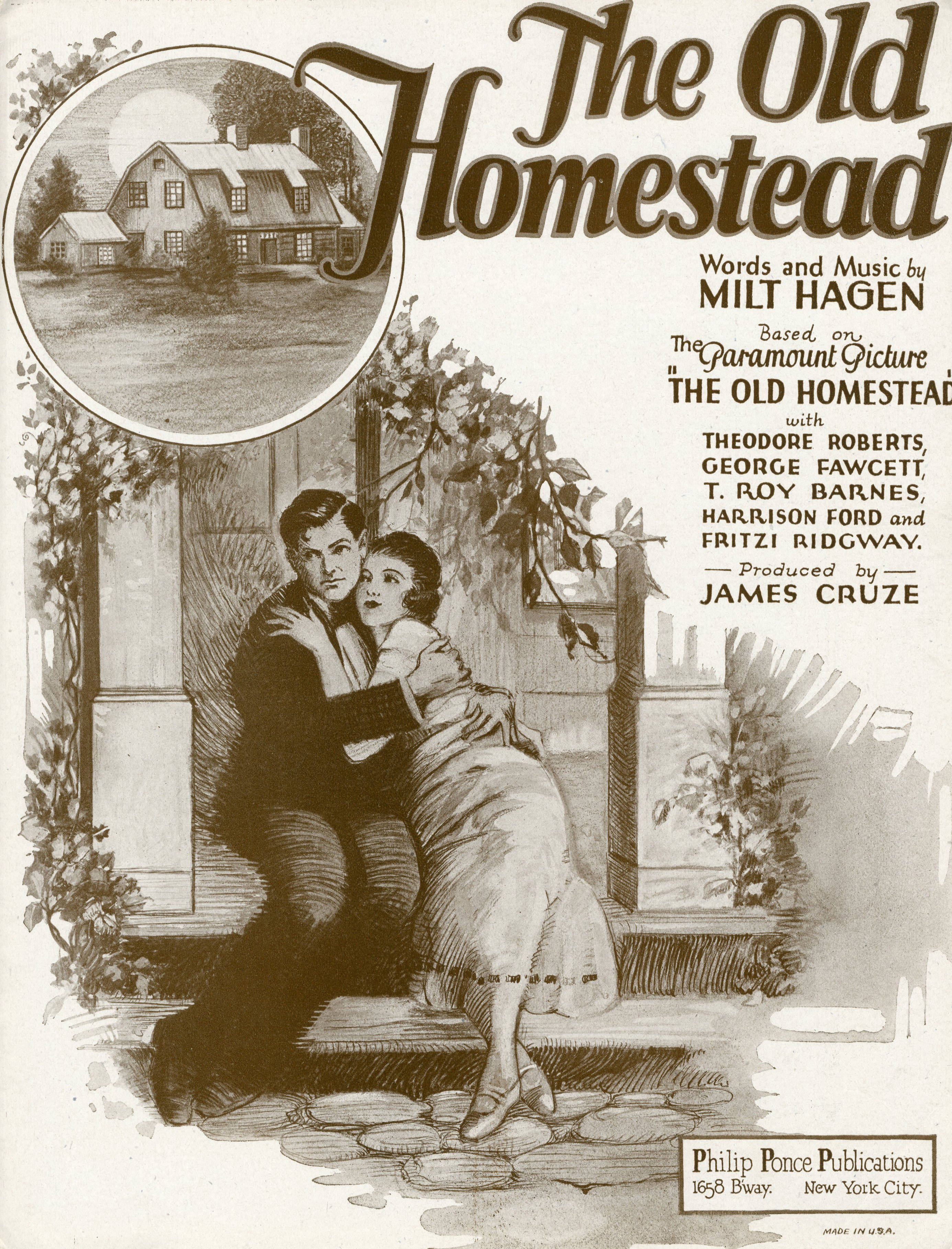
Lo spartito della canzone The Old Homestead basata sul film

Il copyright del film, richiesto dalla Famous Players-Lasky Corp., fu registrato il 7 ottobre 1922 con il numero LP18326.

Distribuito dalla Paramount Pictures, il film uscì nelle sale statunitensi l'8 ottobre 1922. In Francia, venne distribuito dalla Société Anonyme Française des Films Paramount il 14 marzo 1924 con il titolo Sous la rafale; in Finlandia, uscì il 5 ottobre 1924; in Danimarca l'11 novembre 1924 come Det gamle hjem.
Copia completa della pellicola si trova conservata negli archivi della Cinémathèque Royale de Belgique di Bruxelles e in quelli del Gosfilmofond di Mosca.